# 대한전문건설협회
대한전문건설협회(大韓專門建設協會, Korea Specialty Construction Association)는 전문건설업자의 권익옹호, 건설업 관련제도 개선 등을 목적으로 하고 있는 건설업 단체이다. 대한민국 건설산업기본법 제50조에 의거 설립한 법정 단체이다. 서울특별시 동작구 보라매로5길 전문건설회관 18층에 위치하고 있다.

## 설립 근거
- 건설산업기본법 제50조[2]

## 설립 목적
- 전문건설업자의 품위유지와 상호협력의 강화로 회원의 권익 증진
- 건설업관련 제도개선과 전문건설기술의 향상을 위한 제반 사업 추진
- 전문건설업의 건전한 육성발전 도모
- 국민경제발전에 공헌

## 전문건설업 개요
건설산업기본법에 따라 전문건설업 등록을 한 사업자가 건설공사의 각 공종별 전문공사를 직접도급 또는 하도급 받아 해당 전문분야의 시공기술을 가지고 공사를 수행하는 업을 말하며, 일반건설업에서 수립한 종합적인 관리계획을 토대로 시공을 담당하는 핵심적인 생산주체로서의 역할을 수행하고 있다.

## 도입배경
건설산업의 전문화와 하도급 계열화를 위하여 1975년 12월 면허제도를 도입하여 1976년 11월부터 전문건설업 면허제로 시행 후 1999년 등록제로 전환.

## 연혁
- 1985년 9월 18일 : 대한전문건설협회 창립 총회
- 1985년 10월 15일 : 대한전문건설협회 설립, 제1대 이호희 회장 취임
- 1988년 3월 3일 : 전문건설공제조합 설립

## 조직

### 총회

#### 회장
- 이사회
- 시도회, 업종별협의회
- 감사

##### 상임부회장
- 감사실
- 시도회 사무처
- 업종별협의회 사무국
- 전문건설신문사

###### 기획관리본부장
- 기획관리실
  - 총무부
  - 기획관리부
- 정보관리실
  - 정보관리부

###### 건설정책본부장
- 건설정책실
  - 건설정책부
  - 기업평가부
- 건설교육센터
- 기술지원실
  - 기술인력부

###### 경영지원본부장
- 경영지원실
  - 계약제도부
  - 공정거래정책부
- 분쟁조정협의회

## 같이 보기
- 국토교통부
- 전문건설공제조합
- 대한건설협회
- 해외건설협회
- 한국건설기술인협회
- 건설워커
- 한국건설기술연구원
- 대한건축사협회
- ● 서울 경전철 신림선 보라매병원역

## 사진

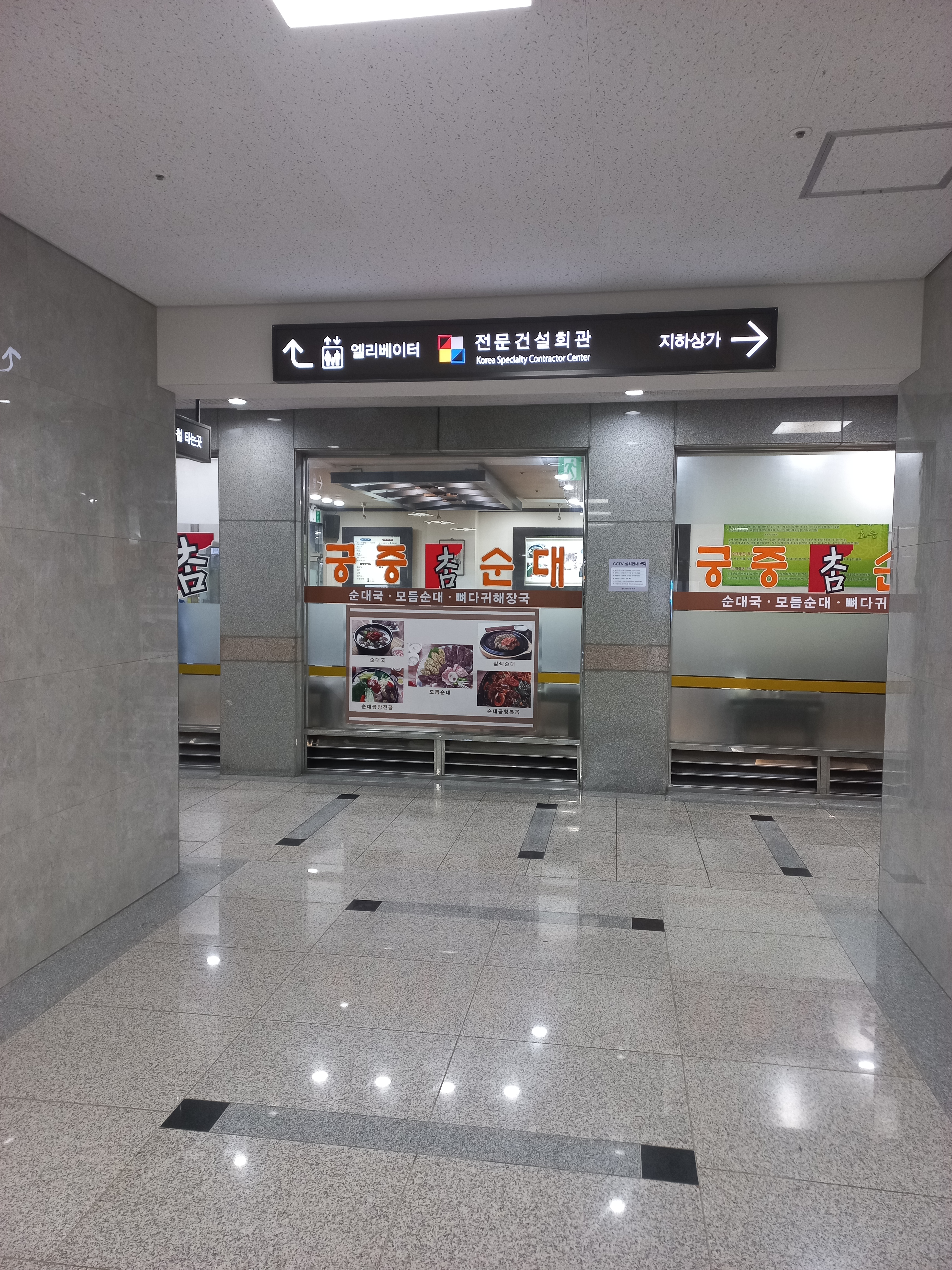
보라매병원역 연결통로